# Oktay Özdemir
Inanç Oktay Özdemir, né en 1986 à Berlin-Est, est un acteur allemand d'origine turque.

## Biographie
Özdemir a grandi à Berlin. Il est un membre de longue date des Berliner Cabuwasi la plus grande école de cirque pour enfants en Europe. C'est à cet endroit qu'Özdemir a eu son premier casting à l'âge de 12 ans. Il n'avait d'ailleurs jamais pris de cours de théâtre. Özdemir s'adonne à l'écriture et la réalisation du théâtre dans ses temps libres ainsi qu'à de petits projets. Socialement, il est impliqué dans des projets d'intégration et d'ateliers de théâtre pour les jeunes. Il est le père de deux enfants.
En tant qu'acteur, Özdemir incarne souvent des criminels. Dans le film Jargo de 2003, il est l'un des hommes violents. De plus, il sera un criminel dans Tough Enough (2006), et La colère (2006). Il a été honoré en 2006 en tant que "Meilleur second rôle jeunesse" à la cérémonie des Undine Awards autrichiens. D'autres rôles ont suivi. La carrière cinématographique de Özdemir a commencé avec un second rôle dans Prince of Thieves (2004) par Ivan Fila. Après cela, il a déjà reçu son premier rôle principal dans Jargo (2003), un film au succès international dans les festivals. Après une brève apparition à la télé, notamment dans la série Zeit der Wünsche (Temps du désir) en 2004, il a obtenu pour son rôle de Théo dans le film Ein freund von mir (Un de mes amis) avec Daniel Brühl et Jürgen Vogel son premier grand succès public auprès des Allemands.
En 2010, Özdemir a joué le rôle de Yildiz Cem, un prisonnier homosexuel, dans la série Brigade du crime, comme quoi il ne joue pas que des "durs". Özdemir a également joué dans la série allemande Der Dicke le rôle d'un ingénieur. Ce rôle montre une nouvelle facette de l'acteur. La série sera diffusée èa partir de 2012.

## Filmographie
Films
- 2000 : König der Diebe
- 2004 : Jargo
- 2005 : Zeit der Wünsche
- 2005 : Tote Hose – Il n'y a rien d'impossible (Télé-film)
- 2006 : Knallhart
- 2006 : Wut (Télé-film)
- 2006 : Ein Freund von mir
- 2007 : Dr. Psycho
- 2007 : Leroy
- 2007 : Schwarze Schafe
- 2007 : Kronos
- 2007 : Straight
- 2008 : 1. Mai – Helden bei der Arbeit
- 2008 : Fliegen (Court-métrage)
- 2009 : Vorstadtkrokodile
- 2009 : Method
- 2009 : Moruk (Court-métrage de Serdal Karaça)
- 2010 : Zeiten ändern Dich
- 2011 : Aus Liebe
- 2011 : Keine Zeit zu Leben
- 2012 : Nemez
- 2016: Meteorstraße
- 2017 : Bibi & Tina: Tohuwabohu Total
- 2017 : Ich gehöre ihm
- 2018 : Asphaltgorillas

Séries télévisées
- 2005 : Doppelter Einsatz - Assassiné sur le calendrier
- 2005 : Abschnitt 40 - Loin, trop chaud
- 2006 : Nachtschicht - L'épidémie
- 2007 : Stubbe – Von Fall zu Fall - Bittere Wahrheit
- 2008 : Großstadtrevier - Le sevret de la réussite
- 2008 : Die Anwälte - Foi
- 2008 : Dr. Molly & Karl - Le lion d'Izmir
- 2010 : Brigade du crime - Le soulèvement
- 2011 : Der Dicke - Perte de l'entreprise
- 2012 : Tatort - Tout a un prix

## Théâtre
- 2008 : Goldener Westen au Théâtre National du Luxembourg, Ruhrfestspiele Recklinghausen & Renaissance-Theater à Berlin
- 2011 : Adam's Äpfel im Hans Otto Theater, Potsdam

## Prix et récompenses
- 2005 : Phoenix Film Festival Le film "König der Diebe" a été nommé meilleur film étranger et a remporté le Prix du Public;
- 2006 : Undine Award - Meilleur second rôle;
- 2006 : Reconnaissance spéciale - par l'Académie allemande des arts du spectacle dans le festival du film TV à Baden-Baden pour l'équipe de production de Wut;
- 2007 : Prix Adolf Grimme (au nom de l'équipe de production de Wut)
- 2007 : New York Festivals - Médaille d'or (avec Züli Aladag, August Zirner, Max Eipp et Corinna Harfouch)